# موسی‌آباد (نائین)
موسی‌آباد (نائین)، روستایی از توابع بخش مرکزی شهرستان نائین در استان اصفهان ایران است.
این روستا در مسیر جاده نایین -ورزنه واقع شده و فاصله آن تا شهرستان ورزنه ٣۵ کیلومتر است.

## جمعیت
این روستا در دهستان لای سیاه قرار دارد و براساس سرشماری مرکز آمار ایران در سال ۱۳۸۵، جمعیت آن ۴۱ نفر (۱۵خانوار) بوده‌است.